# Il fortunoso romanzo di Tillie
Il fortunoso romanzo di Tillie (Tillie's Punctured Romance) è un film del 1914 prodotto e diretto da Mack Sennett. Interpretato da Marie Dressler, Charlie Chaplin e Mabel Normand e prodotto dalla Keystone Pictures Studio, è considerato il primo lungometraggio comico del cinema statunitense. Il film è basato sul musical teatrale Tillie's Nightmare (titolo in seguito usato anche per il film), scritto da Edgar Smith e composto da Alfred Baldwin Sloane. Fu proiettato in anteprima negli Stati Uniti il 14 novembre 1914.
Fu anche l'ultimo film interpretato da Chaplin che l'attore non abbia scritto né diretto, escludendo i camei. Pur non interpretando il celebre personaggio di Charlot e non essendo protagonista assoluto del film, la sua presenza fu risaltata in locandine e titoli di testa delle riedizioni successive, che subirono vari tagli e sonorizzazioni; in italiano è stato infatti distribuito anche coi titoli L'odissea di Charlot, Charlot e Tillie e Charlot milionario per un'ora, mentre in inglese come For the Love of Tillie, Marie's Millions e Tillie's Big Romance. Solo nel 2004 la UCLA Film and Television Archive in collaborazione col British Film Institute eseguirono un restauro che riportò il film a una durata molto vicina a quella originaria.

## Trama
Tillie Banks è una corpulenta ragazza che vive in campagna col padre. Un giorno colpisce accidentalmente con un mattone uno sconosciuto di passaggio, così lo invita a casa propria. L'uomo, dopo aver visto per caso i soldi che il padre di Tillie tiene in un taccuino per pagare i suoi dipendenti, persuade la ragazza a rubarlo e a fuggire in città con lui. Lì la coppia incontra Mabel, la fidanzata dell'uomo, che li segue in un bar. Nel locale Tillie beve il suo primo drink e si ubriaca immediatamente, così l'uomo ne approfitta per rubarle il taccuino e scappare con Mabel. Tillie viene quindi cacciata dal locale e poi arrestata, ma viene subito rilasciata quando la polizia scopre che è la nipote del milionario Douglas Banks. La polizia porta la ragazza a casa dello zio, ma la sua ubriachezza causa abbastanza guai da convincere Douglas a cacciarla via e partire per un'escursione in montagna, durante la quale cade da una cima e viene ritenuto morto.
Nel frattempo la coppia, dopo aver riso di nascosto alle sventure di Tillie e aver iniziato a spendere i soldi, va al cinema a vedere il film Il destino di un ladro, che illustra il loro crimine in forma di morality play. Lasciato il cinema con dei sensi di colpa, si recano in un ristorante dove incontrano Tillie che è stata assunta come cameriera, così sono costretti a fuggire al parco. Qui l'uomo viene a sapere da un giornale che Douglas è morto e Tillie è stata nominata unica erede della sua fortuna, consistente in tre milioni di dollari. L'uomo lascia Mabel e corre al ristorante, chiedendo a Tillie di sposarlo. La ragazza inizialmente è scettica, ma crede comunque che l'uomo la ami e accetta. Sposatisi in fretta e furia, i due si trasferiscono nella dimora dello zio e danno una grande festa che finisce terribilmente quando Tillie trova il marito a baciare Mabel, intrufolatasi in casa come cameriera.
Douglas, trovato ancora vivo da un escursionista, torna a casa e caccia via tutti. Tillie, armata di pistola, insegue la coppia fino a un molo, dove viene spinta in acqua da un'auto della polizia. Dopo che Tillie viene tratta in salvo, lei e Mabel si rendono conto di essere troppo buone per l'uomo che le ha fatte soffrire, così lo mandano via e diventano amiche.

## Produzione
Marie Dressler fu scelta in quanto protagonista anche nel musical teatrale, che aveva reso celebre a Broadway e poi in tour negli Stati Uniti dal 1910 al 1912. Le fu fatto firmare un contratto che prevedeva dodici settimane di lavoro per un salario settimanale di 2.500 dollari; il budget totale del film fu di 50.000 dollari. Le riprese si tennero dal 14 aprile al 9 giugno 1914 in 45 giorni lavorativi, a cui vanno aggiunte altre sei settimane di post-produzione. Il regista e produttore Mack Sennett ricordò che si trattò di un lavoro complicato in quanto contemporaneamente doveva mantenere il flusso costante di comiche brevi ogni settimana, con conseguenze sulla disponibilità del cast.

## Distribuzione

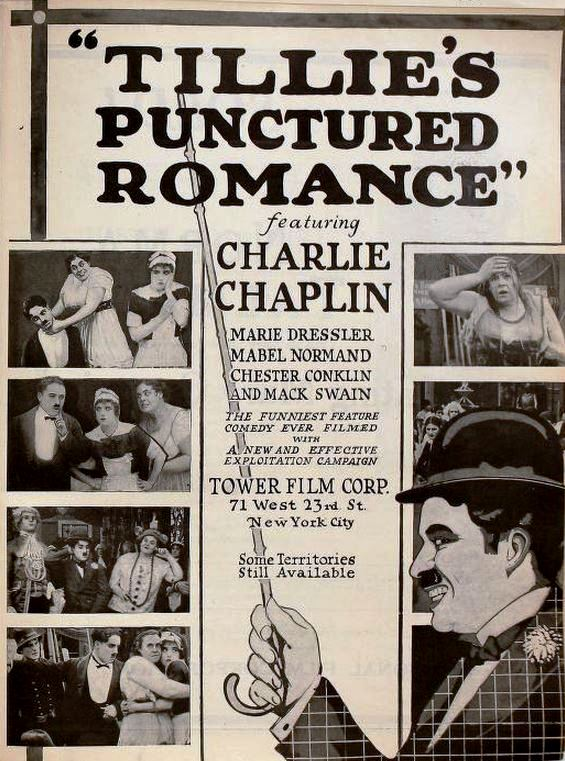
Annuncio pubblicitario di una riedizione, che sottolinea la presenza di Chaplin

Il film fu distribuito negli Stati Uniti dalla neonata Alco Film Corporation anziché dalla Mutual Film come per i precedenti film Keystone, poiché la Mutual non era attrezzata per la distribuzione di lungometraggi.

### Date di uscita
Le date di uscita internazionali sono state:
- 21 dicembre 1914 negli Stati Uniti
- 17 marzo 1916 in Italia
- 16 novembre in Spagna (Aventuras de Tillie)
- 26 gennaio 1917 in Danimarca (Chaplin som Millionær)
- 13 settembre 1920 in Svezia (Chaplins dollarbrud)
- 13 luglio 1924 in Finlandia (Suuri romanssi)

## Accoglienza
Il film fu un successo straordinario e fu accolto in modo principalmente positivo dalla critica. Il sito Rotten Tomatoes ha raccolto sei recensioni di cui cinque positive, con un voto medio di 6,4. In particolare venne notato il contributo di Chaplin, che da allora fu nel mirino di quasi tutti i produttori. Charles R. Condon scrivendo per Motography definì il film "il Cabiria della commedia", scrivendo che "l'umorismo genuino è la nota dominante in ogni scena" e che i protagonisti diventano "più divertenti ad ogni bobina". In particolare Condon si soffermò su Chaplin, affermando che su di lui "cade la maggior parte dell'azione, e probabilmente nessuno sullo schermo è in grado di renderla più divertente di questo inimitabile comico". George Blaisdell su Moving Picture World lodò il cast di protagonisti, le scenografie e la fotografia. Variety scrisse che "le buffonerie di Chaplin [...] sono un elemento essenziale alla riuscita del film" e che "il film è un po' troppo lungo, ma vale la pena aspettare l'esilarante finale comico". Leonard Maltin assegna al film due stelle e mezza su quattro, definendolo "non terribilmente divertente o coerente, ma con buoni momenti; interessante soprattutto per scopi storici".